# Léon Tétreault
 (décembre 2020).
Léon Tétreault (1932-2004) est un médecin et pharmacologiste canadien, professeur titulaire de la Faculté de médecine et des sciences de la santé de l'Université de Sherbrooke.

## Biographie
Né le 1er mai 1932 à Montréal dans le quartier Hochelaga-Maisonneuve et décédé le  6 décembre 2004 à l’Institut de cardiologie de Montréal, Léon Tétreault fait ses études collégiales à l’Externat classique Sainte-Croix et complète ses études de médecine à l’Université de Montréal en 1958. Il obtient ensuite une maîtrise en pharmacologie sous la direction du Dr. Aurèle Beaulne et fait une formation de pharmacologie clinique à Paris auprès du professeur Jean Cheymol. Il est ensuite admis dans l’unité de recherche clinique du professeur Louis Lasagna de l’université Johns-Hopkins de Baltimore, puis il revient à l'Université de Montréal en 1962 pour se joindre à l’équipe du Dr. Beaulne à titre de professeur adjoint et d'agrégé de recherche. Avec le Dr. Jean-Marie Bordeleau, il contribue au développement de la psychopharmacologie, un secteur nouveau à cette époque. En 1967, il devient codirecteur du Service de recherche Georges-Villeneuve de l’Hôpital Louis-Hippolyte Lafontaine. En 1972, il assume la direction de l’INRS-Santé, puis devient en 1977 professeur titulaire en médecine et conseiller à la recherche clinique du Centre hospitalier universitaire de Sherbrooke (CHUS).